# Аньюэ
Аньюэ́ (кит. упр. 安岳, пиньинь Ānyuè) — уезд городского округа Цзыян провинции Сычуань (КНР). Уезд назван по находящейся на его территории горе Аньюэшань.

## Население
По состоянию на 2024 год в уезде проживало 1,5 млн человек; треть населения была связана с лимонным сектором. 

## История
Уезд Аньюэ был образован при империи Северная Чжоу в 575 году.
Во время маньчжурского завоевания Китая эти земли обезлюдели, поэтому в начале империи Цин структуры государственной власти здесь фактически отсутствовали. В 1662 году они были подчинены уезду Суйнин, в 1677 — к уезду Лэчжи. В 1728 году уезд Аньюэ был выделен вновь. 
В 1952 году был образован Специальный район Суйнин (遂宁专区), и уезд Аньюэ вошёл в его состав. В 1958 году Специальный район Суйнин был расформирован, и уезд Аньюэ перешёл в Специальный район Нэйцзян (内江专区). В 1970 году Специальный район Нэйцзян был переименован в Округ Нэйцзян (内江地区). В 1985 году постановлением Госсовета КНР Округ Нэйцзян был преобразован в Городской округ Нэйцзян (内江市).
В 1998 году постановлением Госсовета КНР из Городского округа Нэйцзян был выделен Округ Цзыян (资阳地区), в который вошли уезды Аньюэ и Лэчжи, а также городские уезды Цзыян и Цзяньян. В 2000 году постановлением Госсовета КНР Округ Цзыян был преобразован в Городской округ Цзыян.

## Административное деление
Уезд Аньюэ делится на 22 посёлка и 47 волостей.

## Экономика

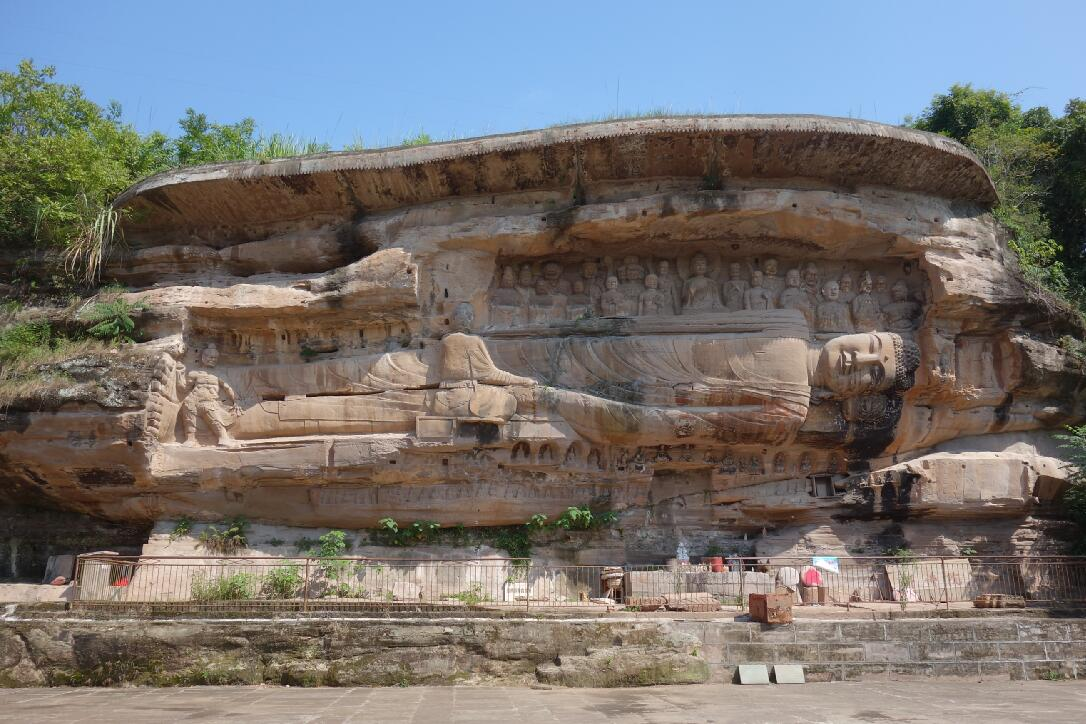
Буддийские пещеры — главная туристическая достопримечательность уезда

Уезд Аньюэ, известный как «родина лимонов в Китае», является одним из главных районов производства лимонов в мире, а также единственной в стране уездной базой по производству лимонов. В этом секторе экономики занято свыше 125 тыс. человек. Лимоны из Аньюэ экспортируются в десятки стран мира, в том числе в Россию, страны Центральной Азии и Сингапур. 
В 2023 году общий объем производства в лимонном секторе Аньюэ достиг 15,43 млрд юаней (2,17 млрд долл. США), что составило 9,87 % объема валового продукта уезда; экспортная выручка достигла 128 млн юаней (19,97 млн долл. США). Лимонные сады занимали площадь в 32 тыс. га, ежегодно они дают урожай в 600 тыс. тонн — это 70 % от всего производства лимонов в Китае. 30 % всех цитрусовых уезда отправляются на экспорт. Часть лимонов идёт на переработку и используется в пищевой, фармацевтической и химической промышленности.